# Klasyka Disneya
Klasyka Disneya (ang. Walt Disney Treasures, 1924–1995) – filmy animowane z bohaterami Walta Disneya w roli głównej m.in. Myszka Miki, Kaczor Donald, Goofy oraz Pluto. W Stanach Zjednoczonych wydawano je tylko na 30 płytach DVD w dziewięciu falach od 4 grudnia 2001 do 3 listopada 2009 roku. W Polsce stworzono z tego serial animowany, który był emitowany na kanale Disney Channel, a podczas wakacji 2007 w bloku porannym Playhouse Disney.
We wszystkich płytach gospodarzem był historyk i krytyk filmowy Leonard Maltin.

## Historia wydań

### Fala pierwsza – 4 grudnia 2001
- Myszka Miki w żywych kolorach (część 1)
- Głupie Symfonie
- Disneyland, USA
- Davy Crockett

### Fala druga – 3 grudnia 2002
- Myszka Miki w czerni i bieli (część 1)
- Kompletny Goofy
- Za scenami w Walt Disney Studio

### Fala trzecia – 18 maja 2004
- Myszka Miki w żywych kolorach (część 2)
- Chronologiczny Donald (część 1)
- Walt Disney na linii frontu
- Kraina jutra

### Fala czwarta – 7 grudnia 2004
- Myszka Miki w czerni i bieli (część 2)
- Kompletny Pluto (część 1)
- Klub Myszki Miki: Pierwszy tydzień

### Fala piąta – 5 grudnia 2005
- Chronologiczny Donald (część 2)
- Rzadkości Disneya: Celebrowane shorty – lata 20. – 60.
- Przygody Spina i Marty’ego: Klub Myszki Miki
- Elfego Baca i Bagienny Lis: Legendarni Bohaterowie

### Fala szósta – 19 grudnia 2006
- Więcej głupich symfonii
- Kompletny Pluto (część 2)
- Ciężkie chłopaki: Klub Myszki Miki
- Wasz gospodarz: Walt Disney

### Fala siódma – 11 grudnia 2007
- Chronologiczny Donald (część 3)
- Przygody Oswalda: Szczęśliwego królika
- Disneyland: Sekrety, Opowieści i Magia

### Fala ósma – 11 listopada 2008
- Chronologiczny Donald (część 4)
- Dr. Syn: Strach na wróble Romneya Marsha
- Klub Myszki Miki przedstawia: Annette

### Fala dziewiąta – 3 listopada 2009
- Zorro: Kompletny Sezon Pierwszy
- Zorro: Kompletny Sezon Drugi